# نيكولاس ماسو
نيكولاس أليخاندرو ماسو فريد (بالإسبانية: Nicolás Massú)‏ (مواليد 10 أكتوبر 1979) لاعب تنس تشيلي من أب من أصول فلسطينية، وأم من أصول يهودية مجرية.

## روابط إضافية
- نيكولاس ماسو على موقع رابطة محترفي التنس (الإنجليزية)
- نيكولاس ماسو على موقع الاتحاد الدولي لكرة المضرب (الإنجليزية)
- نيكولاس ماسو على موقع كأس ديفيز (الإنجليزية)
- نيكولاس ماسو على موقع خلاصة التنس.كوم (الإنجليزية)
- نيكولاس ماسو على موقع اللجنة الأولمبية الدولية (الإنجليزية)
- نيكولاس ماسو على موقع أوليمبيديا (الإنجليزية)
- Davis Cup record